# Al' Dino
Aldin Kurić, född 21 juli 1970 i Jajce, Bosnien och Hercegovina, mer känd som Al' Dino, är en bosnisk sångare, låtskrivare och kompositör. Han är en av företrädarna för en ny inriktning av bosnisk underhållning; en blandning av klassisk schlager, bosnisk folk- och popmusik och etno-pop. Vid fem års ålder började han spela gitarr, senare dragspel, piano, elbas och keyboard. Han började sjunga under sin tid på gymnasiet. Han har gått på jazzskola i Freiburg im Breisgau, Tyskland.
Al' Dino är gift och har två söner. Han bor i Sarajevo.

## Diskografi
- Sve ti opraštam (2000)
- Na Drugoj Adresi (2003)
- Kopriva (2005)